# Ipomoea pogonantha
Ipomoea pogonantha är en vindeväxtart som beskrevs av Mats Thulin. Ipomoea pogonantha ingår i släktet praktvindor, och familjen vindeväxter. Inga underarter finns listade i Catalogue of Life.